# Miles Mentor
Miles M.16 Mentor là một loại máy bay thông dụng của Anh trong thập niên 1930, nó được dùng làm máy bay liên lạc và huấn luyện. Do hãng Miles Aircraft Limited thiết kế chế tạo.

## Quốc gia sử dụng
Anh Quốc
- Không quân Hoàng gia

## Tính năng kỹ chiến thuật (Mentor)
Đặc điểm tổng quát
- Kíp lái: 1
- Chiều dài: 26 ft 1¾ in (7,97 m)
- Sải cánh: 34 ft 9½ in (10,6 m)
- Chiều cao:  ()
- Trọng lượng rỗng: 1.978 lb (903 kg)
- Trọng lượng cất cánh tối đa: 2.710 lb (1.232 kg)
- Động cơ: 1 × de Havilland Gipsy Six, 200 hp (149 kW)

 Hiệu suất bay 
- Vận tốc cực đại: 156 mph (253 km/h 134 knots)